# 丹尼斯·安德森
丹尼斯·安德森（Dennis Anderson，1949年8月16日-2019年3月20日）是一位加拿大艾伯塔省的省级政治家。在十七岁时，安德森就读于多伦多的罗奇代尔学院，并创办了罗奇代尔毒品危机中心。自此之后他一直倡导关心精神健康。在罗奇代尔之后，安德森在媒体领域工作了几年，每周主持有关时事政治事务的广播节目。

## 政治生涯
安德森出生于埃德蒙顿，他在1979年艾伯塔省大选中担任进步保守派候选人，在卡尔加里-柯里选区，他击败其他三名候选人，获得了胜利。1982年，他获得民众支持，再次当选第二任期。在1986年大选中，安德森虽然选票支持率下滑，但依然击败三名候选人第三次当选。
选举之后，州长唐·盖蒂任命安德森为文化，多元文化主义和妇女问题部长。他一直担任这一职务，直到1987年成为市政和住房部长。1989年，他再次参加了大选，这是他的第四个也是最后一个任期。
在这次选举中，他击败两名候选人当选。选举结束后，安德森被任命为消费者和企业事务部长，并且担任该职位直到1992年拉尔夫克莱因成为总理。同时，安德森还担任众议院副议长，并且是阿尔伯塔省立法委员会关于加拿大宪法和参议院改革的主要负责人。安德森于1993年艾伯塔省立法机构解散时退休。

## 晚年生活
结束政治生涯后，安德森在俄罗斯工作，帮助城市发展民主制度，在秘鲁建立公平和保护个人权利，两次在乌克兰观察选举，在印度提供心理健康咨询。自2000年以来，他一直担任名誉领事及现任泰国总领事，负责艾伯塔省、萨斯喀彻温省和曼尼托巴省。他作为白象（泰国）的指挥官，获得了泰国同伴勋章。
安德森曾担任加拿大艾伯塔省心理健康协会主席及其国家执行官。他曾是加拿大精神健康委员会主任，并与其他精神健康倡导组织合作，包括严重残疾人保障收入（AISH）小组，支持向符合条件的艾滋病患者提供经济和健康福利。在2006年至2012年期间，作为埃德蒙顿警察委员会专员和艾伯塔所有警察委员会的主席，他发起了对警察的心理健康培训。
作为艾伯塔省精神疾病与心理健康联盟的创始主席，安德森联合了16个组织进行心理健康治理。他曾担任阿尔伯塔大学精神病学系等组织的顾问，他是心理健康和成瘾副州长圈子的创始主席，并创建了Chimo项目，为精神疾病患者提供动物辅助治疗。他于2019年3月20日死于睡眠呼吸暂停并发症。

## 荣誉和荣耀
安德森因开创了奇莫计划而获得了英雄奖，并因最佳广播节目《陷入困境的青年》（Youth in Trouble）而获得最佳西部奖。他是加拿大心理健康协会 CM Hincks 奖的获得者，还被授予艾伯塔省百年纪念奖章、女王钻禧奖章、125 周年纪念奖章和加拿大君主志愿者奖章。

## 最新成就
安德森与政府，医院和其他机构合作，创建了一个利用动物促进更好心理健康的计划。他加入了渥太华皇家精神卫生研究所的董事会。
安德森于2017年获得阿尔伯塔大学荣誉法学博士学位。当他接受学位时，安德森说：“当我离开家时，我也不得不找到生活的理由。这可能看起来很愚蠢，但我决定让这个世界变得更好是我活下去的理由。对我来说，我相信对你来说，在这个瞬息万变和复杂的世界中，我们必须真正感到有价值;我建议我们必须努力改善我们的世界，而不仅仅是在我们的职业中工作。